# ATP Parma
Das ATP-Turnier von Parma (offiziell Emilia-Romagna Open) war ein italienisches Tennisturnier der ATP Tour, das in Parma ausgetragen wurde.

## Geschichte
Infolge der COVID-19-Pandemie mussten viele Turniere im ATP-Kalender 2021 abgesagt bzw. verschoben werden. Daraufhin wurde unter anderem dieses Turnier mit einer Ein-Jahres-Lizenz in Vorbereitung auf die French Open neu in den Turnierbetrieb aufgenommen.
Das Turnier gehörte zur Kategorie ATP Tour 250 mit 28 Spielern im Einzel sowie 16 Paarungen im Doppel, wobei die vier am höchsten notierten Spieler im Einzel ein Freilos in der ersten Runde bekommen. Es wurde im Freien auf Sand gespielt. Nach der Austragung 2021 fand das Turnier nur noch im Rahmen der ATP Challenger Tour statt.

## Siegerliste

### Einzel
| Jahr | Sieger          | Finalgegner      | Finalergebnis |
| ---- | --------------- | ---------------- | ------------- |
| 2021 | Sebastian Korda | Marco Cecchinato | 6:2, 6:4      |

### Doppel
| Jahr | Sieger                         | Finalgegner                        | Finalergebnis |
| ---- | ------------------------------ | ---------------------------------- | ------------- |
| 2021 | Simone Bolelli Máximo González | Oliver Marach Aisam-ul-Haq Qureshi | 6:3, 6:3      |